# حدادیه
حدادیه از روستاهای دهستان رودبار قصران بخش رودبار قصران شهرستان شمیران استان تهران ایران است.

## جمعیت
جمعیت این روستا بر اساس سرشماری سال ۱۳۸۵ حدود ۱۵ نفر در ۶ خانوار بوده‌است. که قطعاً تاکنون تغییر یافته‌است.